# Alchemilla corcontica
Alchemilla corcontica é uma espécie de rosácea do gênero Alchemilla, pertencente à família Rosaceae.